# Titshotina
Titshotina (=big water people; Achetotinna, Acheto-tinneh), pleme Nahane Indijanaca, porodica Athapaskan, koji su obitavali izmeđi planina Cassiar i rijeka Liard i Dease u kanadskoj provinciji Britanska Kolumbija. Brojno stanje 1887. iznosilo je svega 70. 
Plemena Titshotina i Etagottine formiraju skupinu poznatu kao Kaska.
Diamond Jenness u The Indians of Canada kaže da je druga banda koji formiraju skupinu Kaska, Tsezotene (Sazeutina) ili mountain people.